# Appuntato scelto qualifica speciale
Appuntato scelto qualifica speciale è una qualifica della categoria dei graduati dell'Arma dei Carabinieri e del Corpo della Guardia di Finanza, istituita nel 2017 a seguito del riordino dei ruoli e delle carriere (decreto legislativo 29 maggio 2017, n. 94 «Disposizioni in materia di riordino dei ruoli e delle carriere del personale delle Forze armate, ai sensi dell'articolo 1, comma 5, secondo periodo, della legge 31 dicembre 2012, n. 244»). I caporal maggiore capo scelti qualifica speciale hanno rango preminente sui pari grado. Può essere attribuita ai caporal maggiore capo scelti dopo 8 anni di permanenza nel grado. La qualifica è equivalente al codice di grado NATO OR-4.
Il riordino delle carriere relativo ai ruoli dei graduati di truppa, dei sergenti e brigadieri e dei marescialli ha stabilito un nuovo sistema di avanzamento che oltre a premiare il merito uniformasse il trattamento del personale all'interno del comparto Difesa e Sicurezza. Nell'Arma dei Carabinieri la denominazione del grado è luogotenente "carica speciale". Nella Guardia di Finanza la denominazione è luogotenente "cariche speciali".
Le qualifiche speciali per i gradi di caporal maggiore capo scelto/appuntato scelto/sottocapo di prima classe scelto "qualifica speciale" e per i gradi di sergente maggiore capo/brigadiere capo/secondo capo scelto "qualifica speciale" sono caratterizzate dall'aggiunta di una stelletta a cinque punte agli attuali gradi. Anche neI distintivo di grado dei luogotenenti "cariche speciali"  vi è una stelletta a cinque punte in più rispetto al grado di luogotenente.
Il distintivo di grado di appuntato scelto "qualifica speciale" è costituito da un gallone rosso cupo, due galloncini rosso cupo, 2 righette oro ed una stella oro posta sopra il gallone.

## Corrispondenze
| Anni di servizio                                                          | Esercito Italiano                                                   | Marina Militare                                                          | Aeronautica Militare                                            | Carabinieri                         |
| ------------------------------------------------------------------------- | ------------------------------------------------------------------- | ------------------------------------------------------------------------ | --------------------------------------------------------------- | ----------------------------------- |
| Alla nomina                                                               | Graduato (Primo caporal maggiore)                                   | Sottocapo di terza classe                                                | Aviere capo                                                     | Carabiniere                         |
| Dopo 1 anno nel grado precedente (per i carabinieri dopo 4 anni e 6 mesi) | Graduato scelto (Caporal maggiore scelto)                           | Sottocapo di seconda classe                                              | Primo aviere scelto                                             | Carabiniere scelto                  |
| Dopo 5 anni nel grado precedente                                          | Graduato capo (Caporal maggiore capo)                               | Sottocapo di prima classe                                                | Primo aviere capo                                               | Appuntato                           |
| Dopo 4 anni nel grado precedente                                          | Primo graduato (Caporal maggiore capo scelto)                       | Sottocapo scelto (Sottocapo di prima classe scelto)                      | Primo graduato (Primo aviere capo scelto)                       | Appuntato scelto                    |
| Dopo 5 anni nel grado precedente                                          | Graduato aiutante (Caporal maggiore capo scelto qualifica speciale) | Sottocapo aiutante (Sottocapo di prima classe scelto qualifica speciale) | Graduato aiutante (Primo aviere capo scelto qualifica speciale) | Appuntato scelto qualifica speciale |